# Буссю, Максимильен II де Энен-Льетар
Максимильен II де Энен-Льетар (фр. Maximilien II de Hénin-Liétard; ум. 8 сентября 1625), граф де Буссю — военный и государственный деятель Испанских Нидерландов.

## Биография
Сын Жака де Энен-Льетара, маркиза де Ла-Вера и Флиссингена, и Мари де Редегем-Ханнарт, внук Жана V де Энен-Льетара.
Маркиз де Ла-Вер и Флиссинген, барон де Лидкерке, Осси, Ламбек, и прочее. В 1598 году унаследовал от своего бездетного кузена Пьера II де Энен-Льетара графство Буссю.
Губернатор Бетюна, капитан ордонансового отряда из сорока тяжеловооруженных всадников и 80 стрелков.
Филипп IV пожаловал графа де Буссю в рыцари ордена Золотого руна, но тот умер, не успев получить орденскую цепь. В списках рыцарей он указан под 1628 годом, между принцем де Робеком и Тиберио Карафой.

## Семья
Жена (7.05.1612): Мари-Александрина-Франсуаза де Гавр (ум. 11.1560), дочь Жана де Гавра, графа де Фрезена, и Франсуазы де Ранти
Дети:
- Альбер-Максимильен де Энен-Льетар (ум. 1640), граф де Буссю. Капитан ордонансового отряда, убит в бою под Аррасом. Жена: Онорин де Берг (ок. 1618—08.1679), дочь Годфруа де Берга, графа де Гримбергена, и Онорины де Хорн. Брак бездетный. Вторым браком вышла за Генриха II де Гиза
- Эжен де Энен-Льетар (ум. 18.12.1656), граф де Буссю. Жена (1641): Анна-Изабелла-Каролина де Крой-Шиме д’Аренберг (1616—1658), принцесса де Шиме, дочь Александра д’Аренберга, князя де Шиме, и Мадлен д’Эгмонт
- Шарль-Флоран де Энен-Льетар, барон де Ломбек, полковник пехотного полка
- Александр де Энен-Льетар, барон де Ломбек после смерти Шарля-Флорана
- Луи де Энен-Льетар. Был холост
- Эрнест-Филипп де Энен-Льетар. Был холост
- Марк де Энен-Льетар. Был холост
- Фердинанд де Энен-Льетар. Был холост
- Анна де Энен-Льетар. Муж: Хью Альберт О’Нил, граф Тирконела в Ирландии
- Мари-Адриенна де Энен-Льетар, аббатиса Ла-Тюра